# Henri Roorda
Henri Philippe Benjamin Roorda van Eysinga (* 30. November 1870 in Brüssel; † 7. November 1925 in Lausanne) war ein Schweizer Lehrer, Schriftsteller und Anarchist.

## Leben
Henri Roordas Vater war der niederländische Kolonialbeamte und Anarchist Sicco Roorda. Seit 1872 wohnten sie in Clarens am Genfersee und teilten das Schweizer Exil mit Anhängern der gescheiterten Pariser Kommune und mit emigrierten Anarchisten. Roorda studierte Mathematik an der Universität Lausanne und wurde 1892 Mathematiklehrer in Lausanne. Er schrieb mathematische Lehrbücher, die beim Verlag Payot erschienen. Roorda war ein antiautoritärer Lehrer, der seine pädagogischen Vorstellungen bei Francesc Ferrer veröffentlichte, die Aufsätze trugen Titel wie L’École et le savoir inutile und L’écolier est un prévenu. Im Sinne Ferrers, der 1909 in Spanien hingerichtet wurde, engagierte er sich in der Reformbewegung La Ligue Internationale pour l’Éducation rationnelle de l’Enfance und in der École Ferrer de Lausanne.
Ab 1915 publizierte er, zum Teil unter dem Pseudonym Balthasar, kleine Schriften und Traktate, die zwischen 1917 und 1925 in verschiedenen Westschweizer Zeitungen, so in der Tribune de Genève und in seinem „Almanach Balthasar“ erschienen, und schrieb auch für anarchistische Zeitschriften wie Les Temps nouveaux und La Revue blanche. 
Berühmt wurde er postum mit seiner letzten Schrift Mon Suicide. Den Suizid verübte er mit einer Pistole.
In Lausanne wurde 2003 eine Roorda-Gesellschaft gegründet.

## Werke (Auswahl)
- L’École et l’apprentissage de la docilité (1898)
- Mon internationalisme sentimental (1915)
- Le pédagogue n'aime pas les enfants. (1917)
  - Der Lehrer hat kein Gefühl für das Kind. Übersetzung Emil Roniger. Erlenbach-Zürich: Rotapfel-Verl., 1920
- À prendre ou à laisser (1919)
- Le Roseau pensotant (1923)
  - Das denkelnde Schilfrohr: ausgewählte Chroniken. Übersetzung Yla M. von Dach. Biel: verlag die brotsuppe, 2013
- Les Almanachs Balthasar (1923–1926)
- Le débourrage de crâne est-il possible? (1924)
- Avant la grande réforme de l’an 2000 (1925)
- Le Rire et les rieurs (1925)
- Mon suicide (1926)
  - Mein Selbstmord. Übersetzung Yla M. von Dach. Biel: verlag die brotsuppe, 2010
- Oeuvres complètes, 1969
- Ein lauwarmer Planet mit Läusen: Betrachtungen eines Weltbürgers. Übersetzung Yla M. von Dach. Biel: verlag die brotsuppe, 2011